# Iglesia de San Esteban Protomártir (Bañuelos del Rudrón)
La iglesia de San Esteban Protomártir, en Bañuelos del Rudrón, municipio de Tubilla del Agua (Provincia de Burgos, España) es un templo románico del siglo XI, de una sola nave y ábside semicircular, precedido de tramo recto.
El ábside y la nave, cubiertas con bóveda de cuarto de esfera y de medio cañón respectivamente, se separan mediante arco triunfal apuntado, que descansa en capiteles historiados, sostenidos por columnas.
Su interior, que conserva restos de pinturas murales, alberga una magnífica pila bautismal, en cuya base se enrosca la serpiente —Demonio—, devorada por un animal canino —León de Judá— y una pila de agua bendita, de dudosa datación, pero posiblemente anterior a la construcción de la iglesia.
En el exterior destacan los hermosos canecillos románicos y la ventana del ábside.
Adosada a la pared norte se encuentra la sacristía, y en la misma posición un cuarto trastero, que oculta una puerta románica con influencias góticas, hoy anulada.
Sigue un pequeño pórtico, de 1739, y la torre, prismática de planta cuadrada, edificada en 1801, con aparejo de sillería, al igual que toda la construcción románica, siendo el resto del templo de sillarejo y mampostería.